# إي إس بي إن (إفريقيا)
إي إس بي إن هي قناة رياضية تلفزيونية إفريقية مدفوعة مملوكة لشركة إي إس بي إن إنكوايرر، وهي مشروع مشترك بين شركة والت ديزني (التي تمتلك حصة مسيطرة بنسبة 80٪) وشركة هيرست (التي تمتلك نسبة 20٪ المتبقية)، والتي أعيدت تسميتها في آب/أغسطس 2014، لتحل محلَّ سيتانتا سبورتس وسيتانتا أكشن. تبث القناة في أفريقيا جنوب الصحراء باللغتين الإنجليزية والفرنسية. كما كان متاحًا سابقًا لفترة وجيزة في عام 2016 باللغة البرتغاليّة.
تتميز برامجها بالتركيزِ بشكل أساسي على كرة القدم حيث تستهدفُ الدوري الهولندي الممتاز والدوري الإسكتلندي الممتاز وكأس السوبر التركي والدوري الإنجليزي الممتاز والدوري الأمريكي لكرة القدم. كانت الشبكة أيضًا تبثّ قديمًا مسابقات أمريكا الجنوبية مثل كأس ليبرتادوريس وكوبا سود أمريكانا وذلك حتى عام 2017. تبث القناة أيضًا: الرابطة الوطنية لكرة السلة والرابطة الوطنية لكرة القدم ودوري الهوكي الوطني وبطولة البيسبول الكبرى ودوري الرجبي الوطني. أُعلنَ في آب/أغسطس 2019 عن إعادة تسمية الشبكة باسم إي إس بي إن أفريقيا بسبب استحواذ ديزني على تونتي فرست سينتشوري فوكس.